# 派恩里奇 (北卡羅萊納州)
派恩里奇（英語：Pine Ridge）是位於美國北卡羅萊納州薩里縣的非建制地區。

## 歷史
派恩里奇的郵局於1879年設立，其後於1905年停運。

## 地理
派恩里奇所處的海拔為高於海平面395米（即1296英呎），而該地所採用的時區為UTC-5，即北美东部时区（EST）。同時該地設有夏令時間，為UTC-5調快一小時，即UTC-4（EDT）。